# Edward Denny, 1.º Conde de Norwich
Edward Denny, 1.º Conde de Norwich (15 de agosto de 1569 - 24 de outubro de 1637), conhecido como Lorde Denny entre 1604 e 1627, foi um cortesão inglês, membro do Parlamento e par.

## Vida
Filho do filho mais velho de Sir Anthony Denny, Henry Denny,  matriculou-se no St John's College, Cambridge, em 1585.  Sua mãe era Honora Grey, filha de William Grey, 13.º Barão Grey de Wilton e Lady Mary Somerset.  Ele foi nomeado cavaleiro em 1587 e recebeu o rei escocês James I na Inglaterra enquanto ocupava o cargo de Alto Xerife de Hertfordshire em 1603. Ele foi deputado por Essex em 1604, mas em 27 de outubro de 1604 foi elevado à nobreza como Barão Denny de Waltham.
Por volta de 1590-1600, Denny construiu a Abbey House no local da Abadia de Waltham, cujas terras pertenciam à família há várias gerações.  A maioria dos antigos edifícios da abadia foram demolidos, mas a igreja permaneceu como igreja paroquial. A nova Abbey House ficava diretamente a nordeste da igreja.  Todo o edifício foi posteriormente demolido em 1770. 
A aparição de Urania, de Lady Mary Wroth, em The Countess of Montgomery's, provocou protestos de Denny, que se opôs às representações de pessoas reais na obra.  Ele ficou particularmente impressionado com um incidente no trabalho que para ele parecia aludir à sua própria vida familiar. 
Ele foi criado Conde de Norwich em 17 de outubro de 1626.

## Família
Edward Denny casou-se com Lady Mary Cecil, filha de Thomas Cecil, 1.º Conde de Exeter, com sua primeira esposa, Dorothy Neville. Eles tiveram uma filha, Lady Honora Denny, que se casou com James Hay, 1.º Conde de Carlisle.

## Morte e sepultamento
Ele foi enterrado na Abadia de Waltham.

## Links externos
- http://www.stortfordhistory.co.uk/guide10/church_manor.html
- Registro de Monumentos Nacionais, Abbey House